# 2922 Dikanʹka
2922 Dikanʹka è un asteroide della fascia principale. Scoperto nel 1976, presenta un'orbita caratterizzata da un semiasse maggiore pari a 2,3710381 au e da un'eccentricità di 0,1447159, inclinata di 2,98944° rispetto all'eclittica.
L'asteroide è dedicato all'omonima località ucraina in cui è ambientata la raccolta di racconti Veglie alla fattoria presso Dikanʹka di Nikolaj Vasil'evič Gogol'.